# Hrîțaii, Semenivka
Hrîțaii (în ucraineană Грицаї) este un sat în comuna Bileakî din raionul Semenivka, regiunea Poltava, Ucraina.

## Demografie
Componența lingvistică a localității Hrîțaii
     Ucraineană (85,29%)
     Română (14,71%)
Conform recensământului din 2001, majoritatea populației localității Hrîțaii era vorbitoare de ucraineană (85,29%), existând în minoritate și vorbitori de română (14,71%).